# 小島利男
小島 利男（こじま としお、1913年10月12日 - 1969年6月1日）は、愛知県名古屋市出身のプロ野球選手（外野手）、監督。
妻は女優の小倉みね子。名古屋軍の選手だった小島茂男は実兄。

## 来歴・人物
小学4年で野球を始め、旧制愛知商業学校では2年からレギュラーとなりエースで4番を務めた。
早稲田大学に進学し、東京六大学野球で活躍。肩を痛めて内野手に転向し、リーグ史上初の三冠王となった。通算53試合出場、204打数70安打、打率.343、3本塁打、52打点。首位打者2回。大学卒業後三菱鉱業に入社したが、入社4ヶ月で退社し1936年8月、大阪タイガースに入団した。
早稲田の先輩でタイガースの初代監督だった森茂雄を慕って入団したといわれるが、森は直後に退団。森の松山商業の後輩・景浦將と共に、二代目監督・石本秀一と対立を繰り返し、球団は景浦にも悪い影響を与えると1937年、小島をイーグルス（黒鷲軍・大和軍）に移籍させた。
1938年1月に応召され中国に渡る。1940年に当時松竹歌劇団のスター女優だった小倉みね子と結婚し、翌年黒鷲軍にプロ復帰する。同年2度目の応召となり満州へ渡り、1943年に大和軍で再び復帰するも1944年に3回目の応召となり名古屋の司令部に勤務する。
終戦後の1946年、パシフィックに一年在籍。しかし八百長行為に反発してパシフィックを退団して野球界を引退し、電通に入社した。1950年に球界に復帰し、西日本パイレーツで選手兼任監督となった。同チームがこの年、巨人の藤本英雄にプロ野球史上初の完全試合を許した時は、代打として出場し最後の打者であったが、職業野球黎明期、澤村栄治がプロ野球史上最初のノーヒットノーランを達成した昭和11年9月25日、タイガースのスタメンで4番打者を務めたが、レフトフライに討ち取られ、無安打無得点試合が達成された最初の試合でも、最後の打者となっている。
現役引退後は実業界に転じ、文化放送に勤務した後、札幌テレビ放送設立に携わったり、フジテレビ専務などの要職を歴任したりした。1969年6月1日、上京中に脳溢血のため55歳で死去。

## 詳細情報

### 年度別打撃成績
| 年 度     | 球 団                | 試 合 | 打 席 | 打 数 | 得 点 | 安 打 | 二 塁 打 | 三 塁 打 | 本 塁 打 | 塁 打 | 打 点 | 盗 塁 | 盗 塁 死 | 犠 打 | 犠 飛 | 四 球 | 敬 遠 | 死 球 | 三 振 | 併 殺 打 | 打 率 | 出 塁 率 | 長 打 率 | O P S |
| --------- | -------------------- | ----- | ----- | ----- | ----- | ----- | -------- | -------- | -------- | ----- | ----- | ----- | -------- | ----- | ----- | ----- | ----- | ----- | ----- | -------- | ----- | -------- | -------- | ----- |
| 1936秋    | 大阪                 | 31    | 139   | 117   | 15    | 30    | 8        | 1        | 0        | 40    | 18    | 3     | --       | 0     | --    | 21    | --    | 1     | 17    | --       | .256  | .374     | .342     | .716  |
| 1937春    | 大阪                 | 6     | 23    | 21    | 2     | 4     | 0        | 1        | 0        | 6     | 3     | 0     | --       | 0     | --    | 2     | --    | 0     | 3     | --       | .190  | .261     | .286     | .547  |
| 1937春    | イーグルス 黒鷲 大和 | 14    | 61    | 50    | 5     | 11    | 4        | 0        | 0        | 15    | 6     | 4     | --       | 1     | --    | 10    | --    | 0     | 10    | --       | .220  | .350     | .300     | .650  |
| 1937秋    | イーグルス 黒鷲 大和 | 41    | 164   | 145   | 24    | 36    | 7        | 1        | 0        | 45    | 28    | 4     | --       | 1     | --    | 18    | --    | 0     | 20    | --       | .248  | .331     | .310     | .642  |
| 1941      | イーグルス 黒鷲 大和 | 38    | 153   | 130   | 11    | 33    | 3        | 0        | 2        | 42    | 11    | 4     | --       | 0     | --    | 22    | --    | 1     | 12    | --       | .254  | .366     | .323     | .689  |
| 1943      | イーグルス 黒鷲 大和 | 47    | 179   | 156   | 10    | 28    | 7        | 0        | 0        | 35    | 13    | 5     | 2        | 3     | --    | 20    | --    | 0     | 13    | --       | .179  | .273     | .224     | .497  |
| 1946      | パシフィック         | 64    | 259   | 227   | 20    | 47    | 14       | 1        | 0        | 63    | 30    | 5     | 0        | 1     | --    | 31    | --    | 0     | 15    | --       | .207  | .302     | .278     | .580  |
| 1950      | 西日本               | 35    | 108   | 103   | 8     | 26    | 8        | 0        | 2        | 40    | 11    | 1     | 2        | 0     | --    | 5     | --    | 0     | 13    | 3        | .252  | .287     | .388     | .675  |
| 通算：6年 | 通算：6年            | 276   | 1086  | 949   | 95    | 215   | 51       | 4        | 4        | 286   | 120   | 26    | 4        | 6     | --    | 129   | --    | 2     | 103   | 3        | .227  | .320     | .301     | .622  |

- 各年度の太字はリーグ最高
- イーグルスは、1940年途中に黒鷲（黒鷲軍）に、1942年に大和（大和軍）に球団名を変更

### 年度別監督成績
| 年度   | 年度     | チーム | 順位 | 試合 | 勝利 | 敗戦 | 引分 | 勝率 | ゲーム差 | チーム 本塁打 | チーム 打率 | チーム 防御率 | 年齢 |
| ------ | -------- | ------ | ---- | ---- | ---- | ---- | ---- | ---- | -------- | ------------- | ----------- | ------------- | ---- |
| 1950年 | 昭和25年 | 西日本 | 6位  | 136  | 50   | 83   | 3    | .376 | 48.0     | 106           | .261        | 4.66          | 37歳 |

### 背番号
- 21 （1936年 - 1937年途中）
- 19 （1937年途中 - 1938年、1941年、1943年）
- 11 （1946年）
- 30 （1950年）